# Szarma-Adad I
Szarma-Adad I (akad. Šarma-Adad, w transliteracji z pisma klinowego zapisywane mšar-ma-dIŠKUR) – jeden z wczesnych, słabo znanych królów Asyrii (1 połowa XVII w. p.n.e.), czwarty władca z dynastii założonej przez Adasiego, syn i następca Libaji, ojciec i poprzednik Iptar-Sina. Zgodnie z Asyryjską listą królów panować miał przez 12 lat. Wymienia go również Synchronistyczna lista królów, która jako współczesnego mu władcę Babilonii podaje króla Gulkiszara (mGul-ki-šár) z I dynastii z Kraju Nadmorskiego. Jak dotychczas nie odnaleziono żadnych inskrypcji królewskich należących do Szarma-Adada I.